# Keller & Kalmbach
Die Keller & Kalmbach GmbH & Co. KG ist ein in Europa, Amerika und Asien agierender Großhändler mit dem Schwerpunkt Verbindungselemente und Befestigungstechnik. Das Unternehmen bietet neben C-Teile-Produkten auch Logistiksysteme für ein C-Teile-Management. Der Hauptsitz ist in Unterschleißheim bei München, das Zentrallager befindet sich in Hilpoltstein (bei Nürnberg).

## Geschichte
Das Unternehmen wurde am 5. Juli 1878 in München als Großhandel für Schrauben und Hufbeschlag gegründet. Im Jahr 1908 wurde die Firma durch die Familie Seidl übernommen und befindet sich seitdem zu 100 % in Familienbesitz. Als erster deutscher Schraubenhändler lieferte Keller & Kalmbach 1962 in die Serienproduktion der Automobilbranche. Im Jahr 1976 richtete Keller & Kalmbach als eine der ersten Firmen der Branche eine eigene Qualitätsabteilung ein.
In den Jahren 2001 und 2010 wurde Keller & Kalmbach vom Bayerischen Staatsministerium für Wirtschaft, Infrastruktur, Verkehr und Technologie der „Bayerische Qualitätspreis“ verliehen. Das Umweltmanagementsystem EMAS wurde 2017 an vier Standorten eingeführt. 2020 wurde das Unternehmen als „Top-Innovator“ im wissenschaftlichen Auswahlverfahren des 27. Innovationswettbewerbs in der Größenklasse C (mehr als 200 Mitarbeiter) ausgezeichnet.

## Unternehmen
Das Unternehmen ist in die Geschäftsfelder Industrie, Automotive, Bahnindustrie und Handwerk segmentiert.
- Der Geschäftsbereich Automotive betreut Automobilhersteller und deren Zulieferer. Die Belieferung der Kunden erfolgt über das Automotive-Zentrallager in Unterschleißheim.[5]
- Das Geschäftsfeld Industrie betreut seit den 1960er Jahren Industrieunternehmen. Für diese werden einige Produkte inkl. Sonder- und Zeichnungsteile sowie Logistik angeboten.[6]
- Der Geschäftsbereich Bahnindustrie ist spezialisiert auf die Schienenfahrzeughersteller sowie deren Zulieferer.[7]
- Keller & Kalmbach beliefert seit den 1880er Jahren Handwerksbetriebe mit 100.000 Artikeln aus den Bereichen Verbindungselemente, Befestigungstechnik, Elektrowerkzeuge, Handwerkzeuge, Arbeitsschutz, Chemisch-technische Produkte, Hebetechnik und Betriebseinrichtung.[8]

Fakkt ist eine Marke von Keller & Kalmbach im chemisch-technischen Bereich.

## Standorte

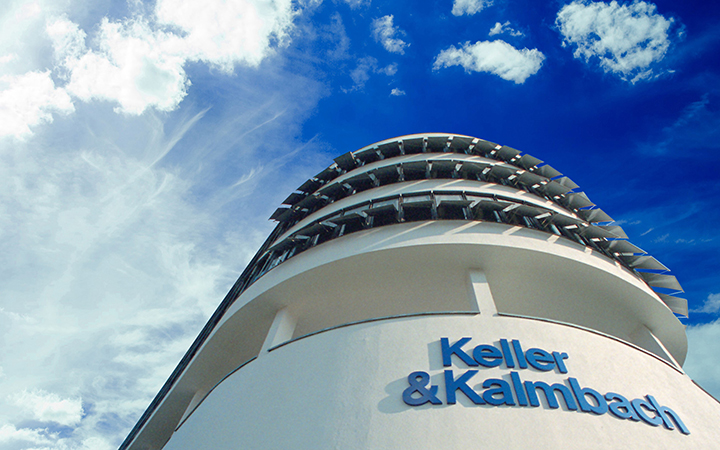
Stammhaus in Unterschleißheim bei München

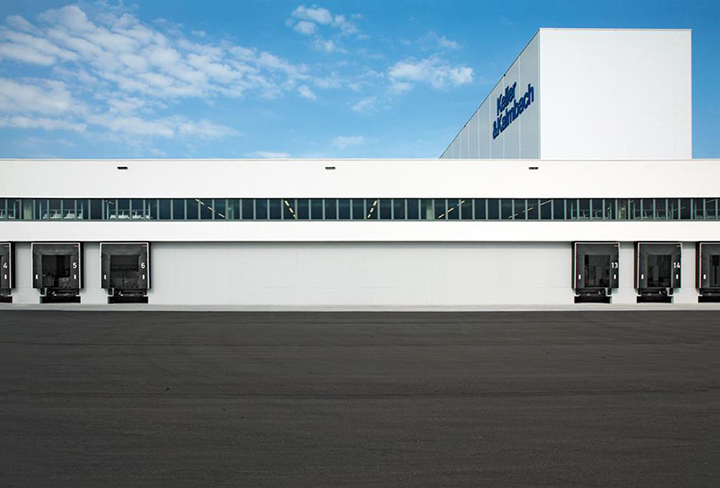
Zentrallager in Hilpoltstein

| Keller & Kalmbach Deutschland | Keller & Kalmbach International |
| ----------------------------- | ------------------------------- |
| Unterschleißheim (Stammhaus)  | China                           |
| Hilpoltstein (Zentrallager)   | Italien                         |
| Leipzig                       | Kroatien                        |
| Neuss                         | Rumänien                        |
| Nürnberg                      | Schweden                        |
| Regensburg                    | Taiwan                          |
| Straubing                     | Tschechien                      |
| Würzburg                      | Ungarn                          |
|                               | USA                             |
|                               | Indien                          |
|                               | Großbritannien                  |